# Schizoporella granulata
Schizoporella granulata är en mossdjursart som beskrevs av Charles Henry O'Donoghue 1923. Schizoporella granulata ingår i släktet Schizoporella och familjen Schizoporellidae. Inga underarter finns listade i Catalogue of Life.